# Žakanje
Žakanje es un municipio de Croacia en el condado de Karlovac.

## Geografía
Se encuentra a una altitud de 186 m s. n. m. a 81 km de la capital nacional, Zagreb.

## Demografía
En el censo 2011, el total de población del municipio fue de 1 889 habitantes, distribuidos en las siguientes localidades:
- Breznik Žakanjski - 13
- Brihovo - 153
- Bubnjarački Brod - 125
- Bubnjarci - 210
- Donji Bukovac Žakanjski - 115
- Ertić - 16
- Gornji Bukovac Žakanjski - 14
- Jadrići - 7
- Jugovac - 14
- Jurovo - 84
- Jurovski Brod - 184
- Kohanjac - 96
- Mala Paka - 27
- Mišinci - 146
- Mošanci - 35
- Pravutina - 215
- Sela Žakanjska - 68
- Sračak - 38
- Stankovci - 16
- Velika Paka - 43
- Zaluka Lipnička - 137
- Žakanje - 155

| Gráfica de población de Žakanje 1857-2011                           |
|                                                                     |
| Según los censos de población de la oficina estadística de Croacia. |